# Benild
Benild – imię męskie pochodzenia celtyckiego, którego patronem jest św. Benild, brat zakonny (zm. 1862).
Benild imieniny obchodzi 13 sierpnia.
Żeński odpowiednik: Benilda